# Fifth Harmony
Fifth Harmony — американская гёрл-группа, основанная в 2012 году на втором сезоне американского шоу The X Factor. Изначально группа состояла из пяти девушек: Камила Кабельо, Дайна Джейн Хансен, Нормани Кордей, Элли Брук и Лорен Хурэги. 18 декабря 2016 года, в день подписания контракта, стало известно, что Камила покинула группу.
Заняв третье место на втором сезоне американского шоу The X Factor, они подписали контракт со звукозаписывающей компанией Саймона Коуэлла — Syco Music и Epic Records. После выхода из The X Factor группа выпустила свой дебютный сингл «Miss Movin 'On». Свой дебютный студийный альбом Reflection они выпустили в 2015 году, дебютировав под номером пять в Billboard 200. В альбом вошли платиновые синглы «Boss», «Sledgehammer» и «Worth It». Последний стал четырежды платиновым в Соединённых Штатах, а также достиг первой десятки в тринадцати странах. «Work from Home», ведущий сингл с их второго альбома 7/27 (2016), стал первым топ-10 синглом группы в Billboard Hot 100 и первым топ-5 для гёрл-группы за десятилетие в этом чарте.
Их награды включают в себя четыре награды iHeartRadio Music Awards, три награды MTV Europe Music Awards, награду American Music Awards, награду Billboard Women in Music и семь премий Teen Choice Awards. По данным Nielsen Soundscan, по состоянию на декабрь 2017 года в Соединённых Штатах Fifth Harmony продали в общей сложности более 2 000 000 альбомов и семь миллионов цифровых песен.

## История

### 2012: The X Factor США — начало

#### Формирование группы и заключение контракта
В 2012 году Камила Кабельо, Дайна Джейн Хэнсен, Нормани Кордей, Элли Брук и Лорен Хурэги решили поучаствовать во втором сезоне The X Factor США, изначально в качестве сольных исполнителей. Судьи Деми Ловато, Саймон Коуэлл, Бритни Спирс и Эл Эй Рейд приняли решение об объединении всех пятерых в группу. Впоследствии группа работала вместе на протяжении двух недель, чтобы узнать друг друга получше и попрактиковаться. Девушки долго думали над названием, и уже под конец шоу они назвались Fifth Harmony. Для своего первого отборочного представления в «доме судей» они выбрали акустическую версию «Impossible». На выступлениях они выбирали песни таких исполнителей, как Деми Ловато, Шонтель, Тейлор Свифт, Мэрайя Кэри, The Beatles, Келли Кларксон, Адель, Элли Голдинг и другие. После выбывания из соревнований групп как Sisters C, Lyric145 и Emblem 3 они остались последними воспитанниками Саймона Коуэлла на проекте. Fifth Harmony заняли третье место, позволив обогнать себя Карли Роуз Соненклэр, занявшую второе место, и победителю Тэйту Стивенсу. Затем, стало известно, что Саймон Коуэлл — наставник группы, подписал их на свой лейбл Syco Music. После The X Factor, девушки сразу стали одними из самых обсуждаемых в соц. сетях, и по этой причине, они стали часто попадать в интернет-опросы о звёздах, в которых обычно выясняется, какой фан-дом самый лучший. Итак, Fifth Harmony выиграли на PopDust в номинации «Восходящая Звезда 2013 года», обыграв Остина Махоуна, Little Mix, Timeflies, и Union J.
Запись их дебютного альбома началась в феврале 2013 года.

#### Список выступлений
| Шоу                  | Тема                       | Песня                                                    | Песня                                                    | Песня                                                    | Песня                                                    | Песня                                                    |
| Шоу                  | Тема                       | Элли Брук                                                | Камила Кабельо                                           | Нормани Кордей                                           | Дайна Джейн Хэнсен                                       | Лорен Хурэги                                             |
| -------------------- | -------------------------- | -------------------------------------------------------- | -------------------------------------------------------- | -------------------------------------------------------- | -------------------------------------------------------- | -------------------------------------------------------- |
| Первое прослушивание | Свободный выбор            | «On My Knees» Джеки Веласкес                             | «Respect» Ареты Франклин                                 | «Chain of Fools» Ареты Франклин                          | «If I Were a Boy» Бейонсе                                | «If I Ain’t Got You» Алиши Киз                           |
| Boot camp 1          | Соло                       | «Somebody That I Used To Know»                           | «Back to Black»                                          | «If I Ain’t Got You»                                     | «Hero»                                                   | «E.T.»                                                   |
| Boot camp 2          | Дуэт                       | «Knockin' on Heaven's Door» (с Джулией Баллок)           | «Your Song»(с девушками)                                 | «What Makes You Beautiful» (с Эрином Рэйем)              | «Stronger» (с Даймонд Вайт)                              | «These Arms of Mine» (с Sister C)                        |
| В доме судьи         | Свободный выбор            | «Impossible» Шонтель                                     | «Impossible» Шонтель                                     | «Impossible» Шонтель                                     | «Impossible» Шонтель                                     | «Impossible» Шонтель                                     |
| Живое шоу 1          | Сделано в Америке          | «We Are Never Ever Getting Back Together» Тейлор Свифт   | «We Are Never Ever Getting Back Together» Тейлор Свифт   | «We Are Never Ever Getting Back Together» Тейлор Свифт   | «We Are Never Ever Getting Back Together» Тейлор Свифт   | «We Are Never Ever Getting Back Together» Тейлор Свифт   |
| Живое шоу 1          | Песня судьи                | «Skyscraper» Деми Ловато                                 | «Skyscraper» Деми Ловато                                 | «Skyscraper» Деми Ловато                                 | «Skyscraper» Деми Ловато                                 | «Skyscraper» Деми Ловато                                 |
| Живое шоу 2          | Песня из фильма            | «A Thousand Years» Кристины Перри                        | «A Thousand Years» Кристины Перри                        | «A Thousand Years» Кристины Перри                        | «A Thousand Years» Кристины Перри                        | «A Thousand Years» Кристины Перри                        |
| Живое шоу 3          | Дива                       | «Hero» Мэрайи Кэри                                       | «Hero» Мэрайи Кэри                                       | «Hero» Мэрайи Кэри                                       | «Hero» Мэрайи Кэри                                       | «Hero» Мэрайи Кэри                                       |
| Живое шоу 4          | День Благодарения          | «I’ll Stand by You» The Pretenders                       | «I’ll Stand by You» The Pretenders                       | «I’ll Stand by You» The Pretenders                       | «I’ll Stand by You» The Pretenders                       | «I’ll Stand by You» The Pretenders                       |
| Живое шоу 5          | Номер #1                   | «Stronger (What Doesn't Kill You)» Келли Кларксон        | «Stronger (What Doesn't Kill You)» Келли Кларксон        | «Stronger (What Doesn't Kill You)» Келли Кларксон        | «Stronger (What Doesn't Kill You)» Келли Кларксон        | «Stronger (What Doesn't Kill You)» Келли Кларксон        |
| Живое шоу 6          | Акустическая песня         | «Set Fire to the Rain» Адель                             | «Set Fire to the Rain» Адель                             | «Set Fire to the Rain» Адель                             | «Set Fire to the Rain» Адель                             | «Set Fire to the Rain» Адель                             |
| Живое шоу 6          | Вызывающая песня           | «Give Your Heart a Break» Деми Ловато                    | «Give Your Heart a Break» Деми Ловато                    | «Give Your Heart a Break» Деми Ловато                    | «Give Your Heart a Break» Деми Ловато                    | «Give Your Heart a Break» Деми Ловато                    |
| Живое шоу 6          | Вокальная песня            | «Anytime You Need A Friend» Мэрайи Кэри                  | «Anytime You Need A Friend» Мэрайи Кэри                  | «Anytime You Need A Friend» Мэрайи Кэри                  | «Anytime You Need A Friend» Мэрайи Кэри                  | «Anytime You Need A Friend» Мэрайи Кэри                  |
| Полуфинал            | Зрительский выбор          | «Anything Could Happen» Элли Голдинг                     | «Anything Could Happen» Элли Голдинг                     | «Anything Could Happen» Элли Голдинг                     | «Anything Could Happen» Элли Голдинг                     | «Anything Could Happen» Элли Голдинг                     |
| Полуфинал            | Выход в финал              | «Impossible» Шонтель                                     | «Impossible» Шонтель                                     | «Impossible» Шонтель                                     | «Impossible» Шонтель                                     | «Impossible» Шонтель                                     |
| Финал                | Лучшая по мнению участника | «Anything Could Happen» Элли Голдинг                     | «Anything Could Happen» Элли Голдинг                     | «Anything Could Happen» Элли Голдинг                     | «Anything Could Happen» Элли Голдинг                     | «Anything Could Happen» Элли Голдинг                     |
| Финал                | Дуэт со знаменитостью      | Дуэт «Give Your Heart a Break» Деми Ловато с Деми Ловато | Дуэт «Give Your Heart a Break» Деми Ловато с Деми Ловато | Дуэт «Give Your Heart a Break» Деми Ловато с Деми Ловато | Дуэт «Give Your Heart a Break» Деми Ловато с Деми Ловато | Дуэт «Give Your Heart a Break» Деми Ловато с Деми Ловато |
| Финал                | Песня для победы           | «Let It Be» The Beatles                                  | «Let It Be» The Beatles                                  | «Let It Be» The Beatles                                  | «Let It Be» The Beatles                                  | «Let It Be» The Beatles                                  |
| Финал                | Новогодняя песня           | «Christmas (Baby Please Come Home)» Дарлин Лав           | «Christmas (Baby Please Come Home)» Дарлин Лав           | «Christmas (Baby Please Come Home)» Дарлин Лав           | «Christmas (Baby Please Come Home)» Дарлин Лав           | «Christmas (Baby Please Come Home)» Дарлин Лав           |

### 2013—2014: Better Together
Дебютный мини-альбом группы Better Together был выпущен 22 октября, продавший 28 000 копий за первую неделю и достигший пика в Billboard 200 под шестым номером. Испанские версии EP, Juntos и Juntos Acoustic были выпущены 8 ноября, достигли пика под номерами 2 и 12 соответственно в чарте Billboard Top Latin Latin. Ведущий сингл EP, «Miss Movin 'On» достиг своего пика в Billboard Hot 100 под номером 76. Песня получила золотую сертификацию в Соединённых Штатах. «Miss Movin 'On» была номинирована на премию «Teen Choice» за песню «Choice Break-Up». Промосингл EP, «Me & My Girls», достиг в чарте Billboard Hot Digital Songs 53 места. Песня получила премию Radio Disney Music Award.
В течение лета 2013 года, Fifth Harmony выступали в каждом уголке США в своём туре «Harmonize America Mall Tour». 5 августа 2013 года гёрл-группа отметила свой годичный юбилей, проведя пять концертов в Нью-Йорке. Кроме поп-концертов по всему городу были включены выступления на iHeartRadio Театр и Мэдисон-Сквер-Парк. Группа выступала на разогреве у Шер Ллойд во время её «I Wish Tour», который стартовала 6 сентября 2013 года. 24 ноября они исполнили «Better Together» на красной дорожке на церемонии American Music Awards в 2013 году.
В декабре, Fifth Harmony были частью тура 2013 «Jingle Ball Tour» вместе с такими артистами, как Майли Сайрус, Ариана Гранде,Robin Thicke, Селена Гомес, Jason Derulo,Paramore и Остин Махоун. Группа исполнила песни со своего дебютного EP по всей стране (Даллас, Филадельфия, Лос-Анджелес, Сиэтл, Чикаго, Миннеаполис, Атланта, В Нью-Йорке, Бостон, Вашингтон, округ Колумбия, Тампа и Майами). Девушки выступили везде, в том числе в двух крупнейших концертах тура, KIIS-FM Jingle Ball in Staples Centre и Z100 Jingle Ball в Мэдисон-Сквер-Гарден.
Группа поддержала Деми Ловато в 2014 году в концертном туре певицы Neon Lights Tour в качестве вводного акта, выступив на 27 аренах в Северной Америке. 23 января 2014 года Fifth Harmony были хэдлайнерами «MTV Artists To Watch» — ежегодного концерта, на котором демонстрируются артисты, выступающие в поддержку MTV в течение года. Концерт 2014 года также включал выступления Тори Келли, Rixton, Echosmith и Джейка Миллера. В начале 2014 года, группа продолжает запись своего дебютного альбома, запись которого началась в 2013 году. Девушки рассказали в интервью, что после окончания Neon Lights Tour в Северной Америке, они вернутся в студию, чтобы завершить свой альбом, который, как ожидается, будет выпущен в середине-конце 2014 года.

### 2014—2015: Reflection и прорыв
В начале 2014 года Fifth Harmony подтвердили сообщения о начале записи своего дебютного альбома. Группа заявила, что в альбом менее поп-музыкальный, «более ритмичный» и имеет более зрелый звук, чем «Better Together». Четвёртый промотур Fifth Harmony был показан в конце марта 2014 года под названием «Fifth Times» с датами в Пуэрто-Рико и США. Было объявлено Billboard, что представители Epic Records подтвердил, что релиз альбома был перенесен с 16 декабря 2014 года на 27 января 2015 года.
Их дебютный студийный альбом Reflection был выпущен 3 февраля 2015 года. После полной недели продаж, Reflection вошёл в Billboard 200 США под номером пять и в конечном итоге был сертифицирован Gold RIAA в феврале 2016 года. Основной сингл альбома «Boss», выпущенный 7 июля 2014 года, достиг 43 позиции в чарте Billboard Hot 100 в США с продажами первой недели 75 000 копий. Второй сингл альбома, написанный Меган Трейнор «Sledgehammer», стал первой 40-й позицией группы в Billboard Hot 100. Третий сингл с альбома «Worth It», с участием американского рэпера Kid Ink, стал самым успешным синглом альбома, достигшим 12-го места в Billboard Hot 100 и получившего тройную платиновую сертификацию RIAA. «Worth It» вошёл в десятку лучших песен в тринадцати странах и получили сертификации в двенадцати странах.
4 декабря 2014 года группу пригласили спеть в Белый дом на Национальное освещение рождественской ёлки, где они исполнили рождественский хит Мэрайи Кери «All I Want for Christmas Is You». Fifth Harmony вернулись в Белый дом 6 апреля 2015 года, чтобы выступить на ежегодном пасхальном концерте White House Easter Egg Roll. Они продвинули свой сингл «Worth It» благодаря телевизионному выступлению в финале «Танцы со звездами» и шоу Jimmy Kimmel Live 18 июня 2015 года с Kid Ink в первый раз. Песню «I’m in Love with a Monster» группа выпустила 25 сентября 2015 года, для фильма «Монстры на каникулах 2». 25 октября 2015 года Fifth Harmony исполнили песню «Worth It» на красной дорожке MTV Europe Music Awards 2015.
11 декабря 2015 года группа получила награду «Группа года» на церемонии Billboard Women in Music 2015.

### 2016 год — настоящее время: 7/27, уход Кабельо, одноименный третий студийный альбом и уход на перерыв
23 сентября 2015 года группа объявила, что они начали запись своего второго студийного альбома. Участницы группы Лорен Хурэги и Дайна Джейн были соавторами нескольких песен для альбома. После зимнего перерыва 25 февраля 2016 года было объявлено, что Fifth Harmony выпустят свой второй студийный альбом 7/27 20 мая 2016 года. Альбом назван в честь дня, когда они были сформированы на X Factor. Позднее было объявлено, что релиз альбома был отодвинут на неделю до 27 мая, чтобы сохранить тему альбома на 27. Ведущий сингл «Work from Home» с американским рэпером Ty Dolla Sign был выпущен 26 февраля 2016 года, наряду с его музыкальным видео. Песня достигла четвёртого места в Billboard Hot 100, ставшая их самым успешным синглом в США, и достиг десятки лучших в 22 других странах. 7/27 был выпущен 27 мая 2016 года, дебютировав под номером 4 в Billboard 200 с 74 000 единицами проданных копий, эквивалентными альбому (49 000 в чистых продажах альбомов), что делает его самым успешным альбомом среди групп в чарте на сегодняшний день. Альбом также ознаменовал первый дебют группы в Японии и Южной Корее, а также вошёл в топ-10 в пятнадцати других странах. К ноябрю 2016 года, альбом продал 1,6 млн копий. Группа отправилась в тур 7/27 22 июня 2016 года в Лиме, Перу, посетив Южную Америку, Северную Америку и Европу с поддержкой Виктории Монет и Джоджо. Они выиграли две награды MTV Video Music Awards за «Work from Home» и «All in My Head (Flex)». В 2016 году Fifth Harmony были названы Billboard «самыми горячими молодыми звездами» до 21 года.
Свой третий сингл «That’s My Girl» группа исполнила на American Music Awards и получила награду в категории «Сотрудничество года» за «Work from Home». Последним выступлением группы в 2016 году, было выступление на Dick Clark’s New Year’s Rockin' Eve с песнями «Worth It», «Work from Home» и «That’s My Girl».
18 декабря 2016 года было объявлено, что Камила Кабельо покинула группу. 18 января 2017 года группа впервые появилась с момента ухода Кабельо на People's Choice Awards. Там они исполнили «Work from Home», а затем второй год подряд стали лауреатами премии «Любимая группа».
29 мая 2017 года группа объявила о выходе своего нового сингла «Down», при участии рэпера Gucci Mane. Трек был выпущен 2 июня 2017 года. 24 июля 2017 года во время выступления на шоу The Tonight Show группа объявила, что их третий студийный альбом будет называться Fifth Harmony, который будет выпущен 25 августа 2017 года.
20 марта 2018 года Fifth Harmony официально объявили в своем Твиттере об уходе на перерыв, для того, чтобы каждая из участниц смогла заняться сольными карьерами.

## Название
Когда девушек объединили в одну группу, они придумали название LYLAS, что расшифровывается как Love You Like a Sister (рус. Люблю тебя как сестру), но оказалась, что группа с таким названием уже есть. Четыре родных сестры Бруно Марса тоже имеют группу, они называются The Lylas, и как выяснилось, у них есть права на это название. Поэтому девушки переименовали свою группу в 1432, которая расшифровывается как I Love You Too (Я тебя тоже люблю). Но это название никому не понравилось, поэтому девушкам пришлось переименоваться 3-й раз. На этот раз они назвались Fifth Harmony (рус. Пятая гармония), и это название стало окончательным выбором. Поклонники группы взяли себе название «гармонайзеры».

## Каверы
Примерно через месяц после шоу «The X-Factor USA», 14 января 2013 года Fifth Harmony победили на премии Popdust Magazine в номинации «Новая поп-звезда 2013». Три дня спустя, 17 января группа подписала контракт с Epic Records и Sony Music и 16 февраля начали работу над своим дебютным альбомом. Во время записи альбома девушки выпустили в Youtube несколько каверов на песни таких исполнителей, как Эд Ширан, Ланы Дель Рей, Ариана Гранде и другие. Их работы также оценили Ширан, Гранде и Mikky Ekko. Fifth Harmony записали несколько кавер-версий с Boyce Avenue.

## Участницы

### Элли Брук
Эллисон «Элли» Брук Эрнандес родилась 7 июля 1993 года в Сан-Антонио, штат Техас в семье Джерри и Пэт Эрнандес. Брук родилась недоношенной, ребёнок весил 1 фунт и 14 унций (850,4 грамма), о чём она сообщила в своем интервью для The X-Factor. Её отец рассказал, что при рождении Элли кричала, что нехарактерно для недоношенных детей; это послужило знаком, что Брук суждено было стать певицей. Она регулярно посещала школу до шестого класса, но её перевели на домашнее обучение до окончания 12 классов, после окончания которых Брук получила диплом средней школы. Элли так же сообщила, что хочет иметь линию духов и одежды. Во время пребывания Элли на шоу, скончался её дедушка, после чего группа решила посвятить ему своё выступление.

### Нормани Кордей

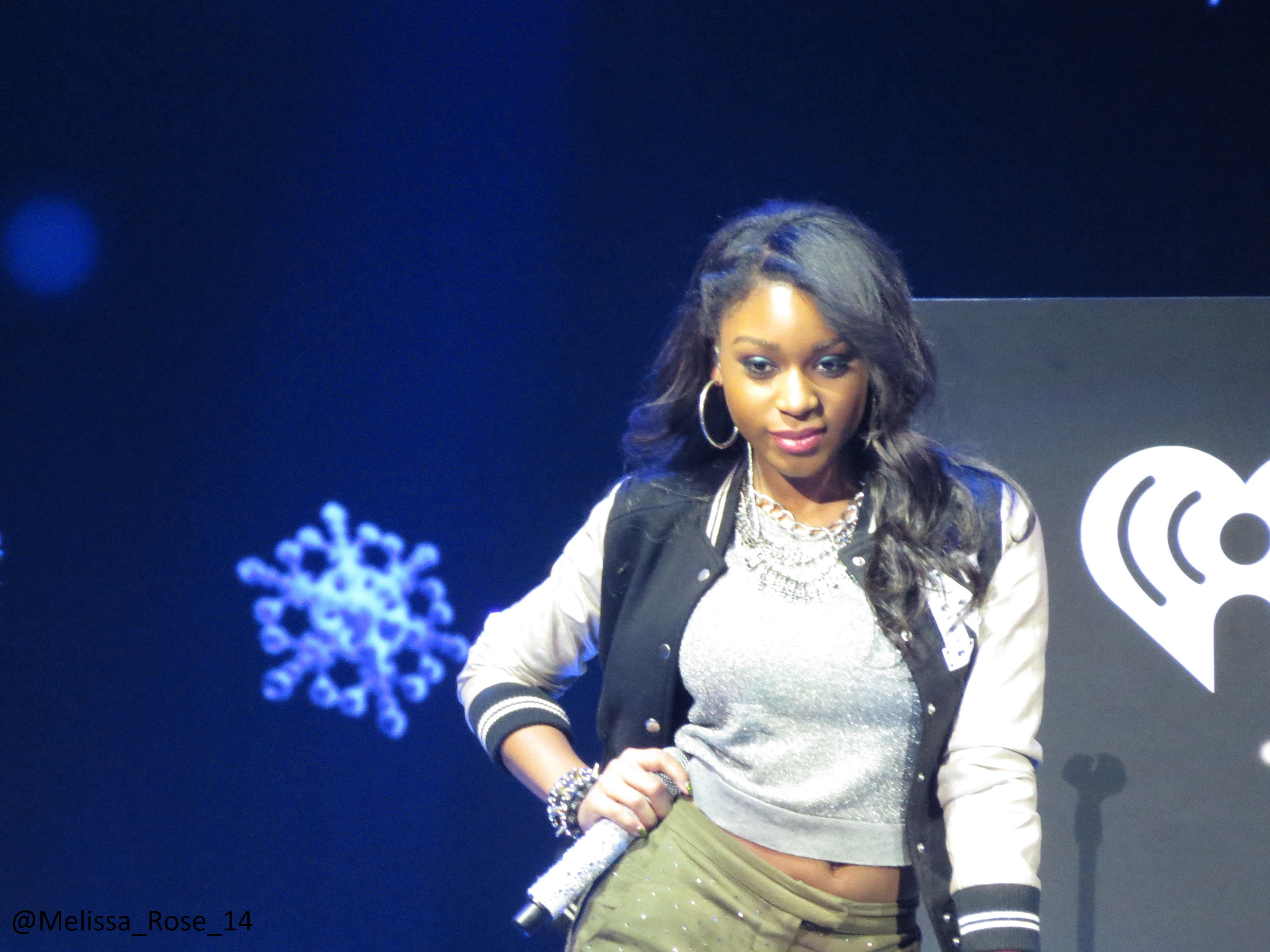
Концерт в рамках тура «Jingle Ball», 2013

Нормани Кордей Гамильтон родилась 31 мая 1996 года в Атланте, штат Джорджия, и выросла в Новом Орлеане, штат Луизиана, но в 2005 году на Новый Орлеан обрушился ураган Катрина, поэтому её семья переехала в Хьюстон, Техас где Гамильтон на данный момент и проживает. Она поёт и танцует с 4-летнего возраста. Её основные кумиры в музыке: Арета Франклин, Алиша Киз и Дженнифер Хадсон. Нормани завоевала пару наград и почетных званий, в том числе место в престижной группе развлекательного танца в Луизиане и Техасе. До The X-Factor она соревновалась в конкурсе Мисс Техас и смогла выйти в финал, но решила, что для неё лучше будет пройти прослушивание на шоу-конкурсе The X-Factor. Нормани также играла роль Брины в коротком фильме под названием «Книга». Она является моделью для таких брендов, как Target и раньше выступала на подиуме.

### Дайна Джейн Хансен
Дайна Джейн Хансен родилась 22 июня 1997 года в округе Ориндж, Калифорния, она жила в доме с 23 другими людьми. Позже её семья переехала в административный центр округа — Санта-Ану. Хансен отдалась музыке в раннем возрасте. В первый раз от неё услышали пение, когда она пела в свои 4 годика «С днем рождения», и сразу стало понятно, что она рождена чтобы петь. Она спела государственный гимн Америки на публике в 7 лет. С тех пор она пела на различных мероприятиях в Ориндже, Калифорния. Её пение дошло до ушей директора, когда она училась в начальной школе, тогда её отвезли на концерт для бойскаутов Америки. В возрасте 11 лет, у неё был серьёзный разговор с матерью и отцом о достижении музыкальной карьеры, и родители полностью поддержали её. Она сотрудничала с разными музыкальными продюсерами и авторами песен, в том числе Большой Дэйв из Pacific Icon Management Group (PIMG), Кеннеди Майло, Трэй Смув, Мистер Браун, и Бэби Джей. Дайна исполняла песни своих кумиров: Леона Льюис, Мэрайя Кери, и Этта Джеймс. Она также выиграла конкурс на лучший «кавер» на YouTube, который организовала полинезийская певица Теки. Её часто сравнивают с Бейонсе и Леоной Льюис. Хансен самая молодая в группе.

### Лорен Хурэги
Лорен Мишель Хурэги Моргадо родилась 27 июня 1996 года в Майами, штат Флорида. Впервые на публику Хурэги выступала в 5-м классе, когда пела национальный гимн на всю школу, а уже в 7-м классе Лорен принимала участие в вокальном конкурсе «Sacred Heart» от её школы Carrollton. Её кумиры в музыке: Lana Del Rey и Coldplay. Она имеет большую семью: папа Майкл, мама Клара, младший брат Крис и младшая сестра Тейлор. Также, до The X-Factor у Лорен был парень — Пол Мартинс, они расстались 10 июня 2011 года. Во время The X-Factor встречалась с участником группы Emblem3, Китоном Стромбергом. Затем встречалась со своей лучшей подругой Люси Вивес, но позже девушки прекратили свои отношения, их отношения длились на протяжении нескольких лет, девушки часто расставались, а потом вновь возобновляли свои отношения, сейчас девушки не общаются. Лорен часто приписывали роман с Камилой Кабейо, но девушки опровергали все слухи. Но никто не отрицает, что у них были чувства к друг другу. Прослушивание Хурэги с шоу-конкурса The X Factor США имеет наибольшее количество просмотров на YouTube из группы. 19 ноября 2016, в своем письме Дональду Трампу, Лорен совершает каминг-аут: «Я бисексуальная кубино-американская женщина, и я горжусь этим». В декабре 2016 была задержана в одном из аэропортов США за перевозку марихуаны в ручной клади. Но позже её отпустили, Хурэги извинилась перед фанатами за данный инцидент. С 2017 по 2019 состояла в отношениях с хип-хоп исполнителем и продюсером Ty Dolla Sign.

## Бывшие участницы

### Камила Кабельо
Карла Камила Кабельо Эстрабао родилась 3 марта 1997 года в Кохимар, на Кубе, после чего переехала в Мексику, а позднее в Майами, штат Флорида, где и проживает сейчас. Она единственная в группе, чьё первое прослушивание и «Бут кэмп» не показывали из-за проблем с авторским правом. Она имеет мексиканские, кубинские и еврейские корни. Фамилия Cabello — испанская и в русской транскрипции записывается как Кабельо. Камила всегда использовала своё первое имя «Карла», но на шоу она предпочла использовать своё среднее имя.
18 декабря 2016 года, стало известно что Камила покинула группу, о чём было написано в официальном Твиттер аккаунте группы. Позднее Камила прокомментировала ситуацию, написав о том, что она в шоке от подобного заявления.
Сообщение певица опубликовала в своем личном твиттере.
— Я была в шоке, увидев заявление, которое появилось в аккаунте Fifth Harmony без моего ведома. Девочки знали о моих намерениях — у нас были долгие, очень важные разговоры о будущем во время тура. То, что их проинформировали о моем «уходе из группы» через моих представителей, просто не соответствует действительности… Я не хотела завершать историю Fifth Harmony таким образом, — написала Камила.

## Дискография
- Студийные альбомы:
  - Reflection (2015)
  - 7/27 (2016)
  - Fifth Harmony (2017)
- EP:
  - Better Together (2013)

## Видеоклипы
| Название                                                 | Год  | Режиссёр         |
| -------------------------------------------------------- | ---- | ---------------- |
| «Miss Movin' On»                                         | 2013 | Hannah Lux Davis |
| «Me & My Girls»                                          | 2013 | Hannah Lux Davis |
| «BO$$ (BOSS)»                                            | 2014 | Fatima Robinson  |
| «Sledgehammer»                                           | 2014 | Fatima Robinson  |
| «All I Want for Christmas Is You»                        | 2014 | Nigel Dick       |
| «Worth It ft. Kid Inc»                                   | 2015 | Cameron Duddy    |
| «I'm In Love With a Monster (from Hotel Transylvania 2)» | 2015 | Matt Stawski     |
| «Work from Home ft. Ty Dolla Sign»                       | 2016 | Director X.      |
| «Write On Me»                                            | 2016 | Samantha Lecca   |
| «All In My Head (Flex) ft. Fetty Wap»                    | 2016 | Director X.      |
| «That's My Girl»                                         | 2016 | Hannah Lux Davis |
| «Down ft. Gucci Mane»                                    | 2017 | James Larese     |
| «Angel»                                                  | 2017 | David Camarena   |
| «He Like That»                                           | 2017 | James Larese     |
| «Deliver»                                                | 2017 | David Camarena   |
| «Por Favor ft. Pitbull»                                  | 2017 | Pitbull          |
| «Don't Say You Love Me»                                  | 2018 | P.R. Brown       |

## Туры
Headlining
- Harmonize America Mall Tour (2013)
- Fifth Harmony Theatre Tour (2013)
- Worst Kept Secret Tour (2014)
- Fifth Times a Charm Tour (2014)
- The Reflection Tour (2015)
- The 7/27 Tour (2016)
- PSA Tour (2017)

Joint Tours
- The Wish Tour (Шер Ллойд; 2013)
- Neon Lights (Деми Ловато; 2013)
- Live on Tour (Остин Махоун; 2014)